# Barbus walkeri
Barbus walkeri е вид лъчеперка от семейство Шаранови (Cyprinidae). Видът е уязвим и сериозно застрашен от изчезване.

## Разпространение
Разпространен е в Гана и Кот д'Ивоар.

## Описание
На дължина достигат до 10 cm.
Популацията на вида е намаляваща.